# Darrel Mitchell
Darrel Joseph Mitchell (* 3. Mai 1984 in New Iberia, Vereinigte Staaten) ist ein ehemaliger US-amerikanischer Basketballspieler.

## Laufbahn
Mitchell wurde im US-Bundesstaat Louisiana geboren und wuchs dort auch auf. In der Basketballmannschaft der St. Martinville High School war sein Vater Darrel Mitchell der Ältere sein Trainer. Mitchell betrieb in seiner Jugend ebenfalls Leichtathletik (Weitsprung) und American Football. Seine guten Basketball-Leistungen brachten ihm im Anschluss an die Saison 2001/02 die Auszeichnung „Mr. Basketball“ durch die Vereinigung der Sportberichterstatter im Bundesstaat Louisiana ein.
Mitchell erhielt ein Stipendium für die Louisiana State University und spielte von 2002 bis 2006 für die Basketball-Mannschaft der Hochschule. In seiner Abschlusssaison 2005/06 war Mitchell mit einem Punkteschnitt von 16,8 pro Spiel zweitbester Werfer seiner Mannschaft, „LSU“ erreichte im Frühjahr 2006 das Halbfinale der NCAA-Playoffs. Im Laufe seiner vier Jahre an der Louisiana State University erzielte er 258 Dreipunktwürfe in 127 Partien, mehr „Dreier“ hatte vor ihm kein Spieler in der Geschichte der LSU-Basketballmannschaft getroffen.
Den Sprung in die NBA schaffte Mitchell nicht, so wurde der türkische Verein Galatasaray Istanbul der Anfangspunkt einer Profilaufbahn, die ihn in den kommenden Jahren in mehrere europäische Länder führte. Er sammelte zudem reichhaltige Erfahrung in europäischen Vereinswettbewerben. In der Saison 2008/09 wurde er vom Internetdienst eurobasket.com in die Mannschaft des Jahres der ersten zypriotischen Liga gewählt. 2015 führte er den AS Monaco zum Gewinn des Meistertitels in der französischen ProB-Liga und damit zum Aufstieg in die höchste Spielklasse Frankreichs. Nach diesem Mannschaftserfolg erhielt er darüber hinaus eine Auszeichnung für seine persönlichen Leistungen und wurde zum Spieler des Jahres der ProB gekürt (benannt von eurobasket.com).
In der Saison 2016/17 erreichte er in Deutschland mit den Oettinger Rockets das Finale der 2. Bundesliga ProA, was den erstmaligen Aufstieg der Thüringer in die Basketball-Bundesliga bedeutete. Er trug zu diesem Erfolg in 26 Einsätzen im Schnitt 11,8 Punkte und 3,8 Korbvorlagen bei. Ende des Jahres 2017 kam es zwischen Mitchell und den Thüringern zur Trennung. Ende Januar 2018 wechselte er zum russischen Zweitligisten Spartak Wladiwostok.